# Thelotrema sendaiense
Thelotrema sendaiense är en lavart som beskrevs av Vain. 1918. Thelotrema sendaiense ingår i släktet Thelotrema och familjen Thelotremataceae.   Inga underarter finns listade i Catalogue of Life.